# Serhij Petrasch
Serhij Ihorowytsch Petrasch (ukrainisch Сергій Ігорович Петраш, englische Transkription: Sergey Petrash; * 8. Juni 1978 in der Sowjetunion) ist ein ukrainischer Billardspieler aus Kiew.
Zu Beginn seiner Karriere war er überwiegend in der Billardvariante Russisches Billard aktiv, in der er an mehreren Weltmeisterschaften teilnahm, eine Europacupmedaille gewann und 2011 ukrainischer Vizemeister wurde. Später wendete er sich vermehrt dem Snooker zu und wurde zweimal ukrainischer Meister (2008, 2015).

## Karriere
Serhij Petrasch begann im Alter von 20 Jahren mit dem Billardspielen. Er studierte Radiotechnik und Jura und graduierte 2003 als Rechtsanwalt. Da zu dieser Zeit viele Rechtsanwälte ausgebildet wurden und er seine Berufsaussichten daher als gering einschätzte, beschloss er, sich auf den Billardsport zu konzentrieren und strebte eine Profikarriere an.

### Russisches Billard
Erstmals international auf sich aufmerksam machte Petrasch 2004, als er beim Kaukasuspokal ins Finale einzog, in dem er jedoch dem Russen Iwa Artschwadse mit 3:7 unterlag. Wenig später schied er bei der Weltmeisterschaft in der ersten Runde gegen Emil Mudarissow aus. 2005 erreichte er im Europacup erstmals ein Viertelfinale. Beim Finalturnier der Serie gelangte er ins Achtelfinale und verlor klar gegen Kirill Anischtschenko (0:5). Bei der Europameisterschaft kam er 2006 erstmals unter die besten 16, musste sich in der Runde jedoch dem Titelverteidiger, seinem Landsmann Jaroslaw Wynokur, mit 0:5 geschlagen geben. Im November 2006 gelang ihm seine erste Podestplatzierung im Europacup; beim fünften Turnier des Jahres in Russland zog er ins Endspiel ein und verlor nach einer 4:3-Führung mit 4:7 gegen Jauhen Kurta. Wenige später folgte beim Finalturnier das Erstrundenaus gegen Jan Hryhorjeu. 2007 erreichte er beim Europacupfinale in Dnipropetrowsk das Viertelfinale, in dem er seinem Landsmann Kostjantyn Kulyk unterlag.
Nachdem er beim Buffalo Cup zweimal ins Viertelfinale eingezogen war, verpasste Petrasch 2009 sowohl bei der EM als auch bei der Weltmeisterschaft nur knapp die Finalrunde und belegte den 33. Platz. Bei der WM verlor er das entscheidende Vorrundenspiel gegen Jewhen Palamar, nachdem ihm gegen den Usbeken Edvard Chen sein erster Sieg bei einer WM gelungen war. Wenig später folgte beim Europacupfinale eine Erstrundenniederlage gegen Sergei Schiljajew. 2010 gelang Petrasch mit dem dritten Platz beim ersten Turnier die erste Medaillenplatzierung beim Buffalo Cup. Beim Finalturnier der Serie im Dezember 2010 schied er jedoch, wie zuvor bei der ukrainischen Meisterschaft, im Achtelfinale aus.
Anfang 2011 folgte bei der nationalen Meisterschaft in der Kombinierten Pyramide ein weiterer Achtelfinaleinzug. Beim ersten Weltcupturnier kam Petrasch wenig später auf den 97. Platz. Im März 2011 zog er beim Polesja Cup ins Endspiel ein und verlor mit 3:6 gegen Pawlo Radionow. Beim dritten Weltcupturnier des Jahres in Chișinău kämpfte er sich bis ins Viertelfinale vor, in dem er dem späteren Turniersieger Artem Mojissejenko mit 3:6 unterlag. Im August 2011 wurde er ukrainischer Vizemeister in der Dynamischen Pyramide, er verlor im Finale mit 1:6 gegen Jaroslaw Tarnowezkyj. Beim ukrainischen Unabhängigkeitspokal 2011 erreichte er das Viertelfinale und unterlag nur knapp dem späteren Turniersieger Artur Piwtschenko (5:6). Im November 2011 schied er in Kiew bei der Weltmeisterschaft in der Freien Pyramide, seiner dritten WM-Teilnahme, sieglos in der Vorrunde aus.
Im Januar 2012 gewann Petrasch durch einen 7:6-Finalsieg gegen Wadym Korjahin zum ersten Mal ein Turnier des ukrainischen Pokals. Im Mai erreichte er beim Moskauer Bürgermeisterpokal, nachdem er unter anderem Kanat Sydykow, Wadym Korjahin, Aljaksandr Kaszjukawez und Oleksandr Bojko besiegt hatte, das Halbfinale, in dem er gegen den späteren Turniersieger Hlib Waschtschenkow mit 4:6 verlor. Wenige Tage später schied er bei der EM in der Vorrunde aus. Beim Weltcup kam er 2012 nicht über den 33. Platz in Sudak hinaus. 2013 gewann er im Endspiel gegen Jewhen Nowossad (5:4) die Meisterschaft der Oblast Kiew und gegen Ihor Lytowtschenko (6:4) den Kiewer Pokal. Ende des Jahres erreichte er beim Finalturnier des ukrainischen Pokals das Viertelfinale, in dem er dem späteren Turniersieger Bohdan Rybalko unterlag.
Anfang 2014 gelang Petrasch der zweite Turniersieg beim ukrainischen Pokal. In den folgenden Jahren nahm er im Russischen Billard an weniger Turnieren teil. Dennoch gelang ihm im März 2016 bei der nationalen Pokalserie zum dritten Mal der Einzug ins Endspiel, auf den jedoch eine 5:7-Niederlage gegen Pawlo Radionow folgte. Von 2014 bis 2018 nahm er an insgesamt vier ukrainischen Meisterschaften teil. Während er zweimal sieglos in der Vorrunde ausschied (Freie Pyramide 2014, Kombinierte Pyramide 2017), gelangte er in der Freien Pyramide 2015 die Runde der letzten 32 und 2018 ins Achtelfinale, in dem er Wolodymyr Perkun unterlag. In den Jahren 2019 und 2020 spielte er im Russischen Billard lediglich einige kleinere Turniere und erzielte sein bestes Ergebnis im April 2019, als er bei einer Turnierserie in Lwiw ins Endspiel einzog.

### Snooker
2008 nahm Petrasch im Snooker zum ersten Mal an der ukrainischen Meisterschaft teil. Gleich bei seinem Debüt zog er, unter anderem mit einem Halbfinalsieg gegen Titelverteidiger Serhij Issajenko, gegen den er in der Vorrunde noch verloren hatte, ins Finale ein und wurde durch einen 3:1-Sieg gegen Denys Waschtschuk ukrainischer Meister. 2009 gelangte er beim CIS Cup ins Endspiel, in dem er der Russin Anna Maschirina mit 2:3 unterlag. Im selben Jahr erreichte er bei den Kyiv Open im 6-Red-Snooker das Halbfinale, in dem er gegen Issajenko verlor. Im September 2009 zog er zum ersten Mal bei einem Turnier des ukrainischen Pokals ins Finale ein und verlor erneut gegen Issajenko. Ende des Jahres musste er sich bei der nationalen Meisterschaft in der Vorschlussrunde Ruslan Ostrowskyj mit 0:3 geschlagen geben.
In den folgenden drei Jahren (2010, 2011, 2012) zog er stets ins Finale der ukrainischen Meisterschaft ein und verlor jeweils mit 0:4 gegen Alan Trigg. Fünfmal in Folge war er damit mindestens ins Halbfinale gekommen. 2011 erreichte er zudem das Viertelfinale der Buffalo Kyiv Open, das Halbfinale der Ukraine Trophy und gewann durch einen 4:3-Finalsieg gegen den Weißrussen Mikita Strokin den Sharpei Snooker Cup. Nachdem er 2013 nicht an der nationalen Meisterschaft teilgenommen hatte, gelangte er 2014 zum fünften Mal ins Endspiel, in dem er sich diesmal dem Rekordsieger Serhij Issajenko mit 0:5 geschlagen geben musste. Ein Jahr später wurde er durch einen 5:3-Sieg gegen Andrij Senyk zum zweiten Mal ukrainischer Meister. Zuvor hatte er im April 2015 das Halbfinale bei der nationalen 6-Red-Snooker-Meisterschaft erreicht. In der Pokalserie kam er 2015 zweimal auf den zweiten Platz.
Anfang 2016 gewann er gemeinsam mit Dmytro Ossypenko die nationale Mannschaftsmeisterschaft. Wenige Wochen später gewann Petrasch im Finale gegen Ossypenko zum ersten Mal ein Turnier des ukrainischen Pokals (3:0). Nach zwei weiteren Endspielteilnahmen, bei denen er jeweils gegen Wladyslaw Wyschnewskyj verlor, gewann er im Oktober 2016 durch einen 3:2-Sieg gegen Wyschnewskyj das Finalturnier der Serie. Im selben Jahr unterlag er bei der ukrainischen Meisterschaft im Halbfinale Andrij Senyk (1:3) und bei der 6-Red-Meisterschaft verlor er in der Vorschlussrunde gegen Serhij Issajenko.
Beim ukrainischen Pokal 2017 erreichte Petrasch einmal das Finale und schied im Halbfinale des Finalturniers gegen Julian Bojko aus.
Zu Beginn des Jahres 2018 gelangte Petrasch im ukrainischen Pokal zweimal ins Halbfinale. Nachdem er bei der 6-Red-Meisterschaft im Viertelfinale ausgeschieden war, gelangte er bei der ukrainischen Snooker-Meisterschaft ins Halbfinale und verlor gegen Maksym Stoljartschuk. Wenig später kam er auch bei der nationalen Meisterschaft der Senioren ins Semifinale. Beim Finalturnier des Pokals 2018 schied er im Viertelfinale aus.
Auch 2019 kam Petrasch bei einigen Turnieren auf nationaler Ebene ins Halbfinale, so etwa bei den ersten beiden Pokalturnieren, bei der 6-Red-Meisterschaft und bei der Snooker-Meisterschaft, bei der er sich dem späteren Turniersieger Anton Kasakow mit 0:3 geschlagen geben musste. Beim Finalturnier des Pokals folgte hingegen das Erstrundenaus gegen Serhij Issajenko. Im selben Jahr kam er gemeinsam mit Wadym Korjahin bei der ukrainischen Mannschaftsmeisterschaft auf den zweiten Platz. Zusammen mit Artur Piwtschenko belegte er ein Jahr später den dritten Rang. Im September 2020 verlor er bei der ukrainischen Meisterschaft im Viertelfinale gegen Anton Kasakow und kam somit bei seiner elften Teilnahme an der nationalen Meisterschaft zum ersten Mal nicht unter die besten vier.

## Erfolge
Russisches Billard
| Ergebnis | Jahr   | Turnier                               | Finalgegner          | Endstand |
| -------- | ------ | ------------------------------------- | -------------------- | -------- |
| Finalist | 2004   | Kaukasuspokal                         | Iwa Artschwadse      | 3:7      |
| Finalist | 2006/5 | Freie-Pyramide-Europacup              | Jauhen Kurta         | 4:7      |
| Finalist | 2011   | Polesja Cup                           | Pawlo Radionow       | 3:6      |
| Finalist | 2011   | Ukrainische Meisterschaft (Dyn. Pyr.) | Jaroslaw Tarnowezkyj | 1:6      |
| Sieger   | 2012/1 | Ukrainischer Pokal (Fr. Pyr.)         | Wadym Korjahin       | 7:6      |
| Sieger   | 2014/1 | Ukrainischer Pokal (Fr. Pyr.)         | Jehor Schukowskyj    | 5:2      |
| Finalist | 2016/2 | Ukrainischer Pokal (Fr. Pyr.)         | Pawlo Radionow       | 5:7      |

Snooker
| Ergebnis | Jahr   | Turnier                           | Finalgegner            | Endstand |
| -------- | ------ | --------------------------------- | ---------------------- | -------- |
| Sieger   | 2008   | Ukrainische Meisterschaft         | Denys Waschtschuk      | 3:1      |
| Finalist | 2009   | CIS Cup                           | Anna Maschirina        | 2:3      |
| Finalist | 2009/3 | Ukrainischer Pokal                | Serhij Issajenko       | 0:3      |
| Finalist | 2010   | Ukrainische Meisterschaft         | Alan Trigg             | 0:4      |
| Sieger   | 2011   | Sharpei Snooker Cup               | Mikita Strokin         | 4:3      |
| Finalist | 2011   | Ukrainische Meisterschaft         | Alan Trigg             | 0:4      |
| Finalist | 2012   | Ukrainische Meisterschaft         | Alan Trigg             | 0:4      |
| Finalist | 2014   | Ukrainische Meisterschaft         | Serhij Issajenko       | 0:5      |
| Finalist | 2015/2 | Ukrainischer Pokal                | Serhij Issajenko       | 2:4      |
| Finalist | 2015/4 | Ukrainischer Pokal                | Serhij Issajenko       | 3:4      |
| Sieger   | 2015   | Ukrainische Meisterschaft         | Andrij Senyk           | 5:3      |
| Sieger   | 2016/3 | Ukrainischer Pokal                | Dmytro Ossypenko       | 3:0      |
| Finalist | 2016   | FSU Open                          | Julian Bojko           | 1:3      |
| Finalist | 2016/4 | Ukrainischer Pokal                | Wladyslaw Wyschnewskyj | 1:3      |
| Finalist | 2016/5 | Ukrainischer Pokal                | Wladyslaw Wyschnewskyj | 2:3      |
| Sieger   | 2016   | Ukrainischer Pokal – Finalturnier | Wladyslaw Wyschnewskyj | 3:2      |
| Finalist | 2017/1 | Ukrainischer Pokal                | Wladyslaw Wyschnewskyj | 2:3      |

Weitere Erfolge (Snooker)
- Ukrainischer Mannschaftsmeister: 2016 (mit Dmytro Ossypenko)

## Teilnahmen an Weltmeisterschaften
| Disziplin            | 2004  | 2005  | 2006  | 2007 | 2008              | 2009              | 2010              | 2011              | 2012 | 2013 | 2014 | 2015 | 2016 | 2017  | 2018  | 2019  | 2020  |
| -------------------- | ----- | ----- | ----- | ---- | ----------------- | ----------------- | ----------------- | ----------------- | ---- | ---- | ---- | ---- | ---- | ----- | ----- | ----- | ----- |
| Freie Pyramide       | L64   | –     | –     | –    | –                 | R                 | –                 | R                 | –    | –    | –    | –    | –    | n. a. | –     | –     | n. a. |
| Dynamische Pyramide  | n. a. | n. a. | n. a. | –    | nicht ausgetragen | nicht ausgetragen | nicht ausgetragen | nicht ausgetragen | –    | –    | –    | –    | –    | n. a. | –     | n. a. | n. a. |
| Kombinierte Pyramide | n. a. | n. a. | n. a. | –    | –                 | –                 | –                 | –                 | –    | –    | –    | –    | –    | –     | n. a. | –     | n. a. |
| Quelle:              |       |       |       |      |                   |                   |                   |                   |      |      |      |      |      |       |       |       |       |

| Legende | Legende                               |
| ------- | ------------------------------------- |
| S       | Sieger                                |
| F       | Finalist                              |
| HF / H  | Halbfinalist                          |
| VF / V  | Viertelfinalist                       |
| AF / A  | Achtelfinalist                        |
| LX      | Niederlage in der Runde der letzten X |
| R2      | Niederlage in Runde 2                 |
| R       | Vorrundenaus/Niederlage in Runde 1    |
| –       | nicht teilgenommen                    |
| n. a.   | nicht ausgetragen                     |